# Vasily Gherghy
Vasily Gherghy (* 3. Januar 1974 in Ismajil, Ukrainische SSR, Sowjetunion) ist ein ehemaliger moldauischer Biathlet.
Vasily Gherghy nahm 1994 an den Olympischen Winterspielen teil und war damit der erste moldauische Biathlet bei Olympischen Spielen. Im Sprint belegte er mit drei Fehlern den 68., im Einzel mit neun Fehlern Rang 70. Beide Platzierungen waren jeweils der letzte Rang des Klassements. Weitere Einsätze bei Großereignissen hatte Gherghy nicht.

## Biathlon-Weltcup-Platzierungen
Die Tabelle zeigt alle Platzierungen (je nach Austragungsjahr einschließlich Olympische Spiele und Weltmeisterschaften).
- 1.–3. Platz: Anzahl der Podiumsplatzierungen
- Top 10: Anzahl der Platzierungen unter den ersten zehn (einschließlich Podium)
- Punkteränge: Anzahl der Platzierungen innerhalb der Punkteränge (einschließlich Podium und Top 10)
- Starts: Anzahl gelaufener Rennen in der jeweiligen Disziplin

| Platzierung                                              | Einzel | Sprint | Verfolgung | Massenstart | Staffel | Gesamt |
| -------------------------------------------------------- | ------ | ------ | ---------- | ----------- | ------- | ------ |
| 1. Platz                                                 |        |        |            |             |         |        |
| 2. Platz                                                 |        |        |            |             |         |        |
| 3. Platz                                                 |        |        |            |             |         |        |
| Top 10                                                   |        |        |            |             |         |        |
| Punkteränge                                              |        |        |            |             |         |        |
| Starts                                                   | 1      | 1      |            |             |         | 2      |
| Stand: Karriereende, Daten möglicherweise nicht komplett |        |        |            |             |         |        |